# Loiza Lamers
Loiza Lamers (Driel, Gelderland, 1995. január 9. –) holland modell, a Holland's Next Top Model nyolcadik szériájának győztese, és a világ első transznemű nyertese a globális Top Model TV-franchise-nak.

## A kezdetek
Fiatalon kifejezte másságát, s korán elkezdte az átmenetet. 10 éves korában Lamers szerepelt Charlotte Hoogakker 2005-ös, Van Lucas naar Luus című filmjében (Lucas-ról Luus-ra), amely az átmenetére összpontosított. Lamers 18 éves korában, két évvel azelőtt, hogy megjelent a Top Model holland adaptációjában, nemi megerősítő műtétben részesült.

## Holland's Next Top Model
Lamers fodrászként dolgozott, mielőtt 2015 elején meghallgatták a Holland Next Top Model nyolcadik évadját. Végül ő került be a  döntőbe a tizenhárom versenyző közül. A műsor készítői nem voltak tudatában transzneműségének mindaddig, amíg az interneten terjedő pletykák után nem coming outolt.
2015. október 26-án a közönség Lamerset szavazta meg a verseny győztesének. Díjai között szerepelt egy 50 000 euró értékű modellszerződés, amelyet elutasított. 
2019-ben Lamers vendég zsűritagja volt a Holland Next Top Model tizenkettedik évadjának. 
2020 januárjában megerősítették, hogy Lamers a Dance Dance Germany 2020 verseny egyik versenyzője.